# 罗瓦涅米机场
罗瓦涅米机场（芬蘭語：Rovaniemen lentoasema，IATA：RVN，ICAO：EFRO），位于芬兰北部拉普兰区区府罗瓦涅米市以北10公里处，为芬兰第三繁忙的机场。北极圈从机场跑道北端穿过。圣诞老人村距离机场仅有2-3公里远。

## 历史
罗瓦涅米机场建于1940年，当时仅有两条草皮跑道。继续战争期间，该机场曾是纳粹德国空军的基地和补给中心。

## 设施

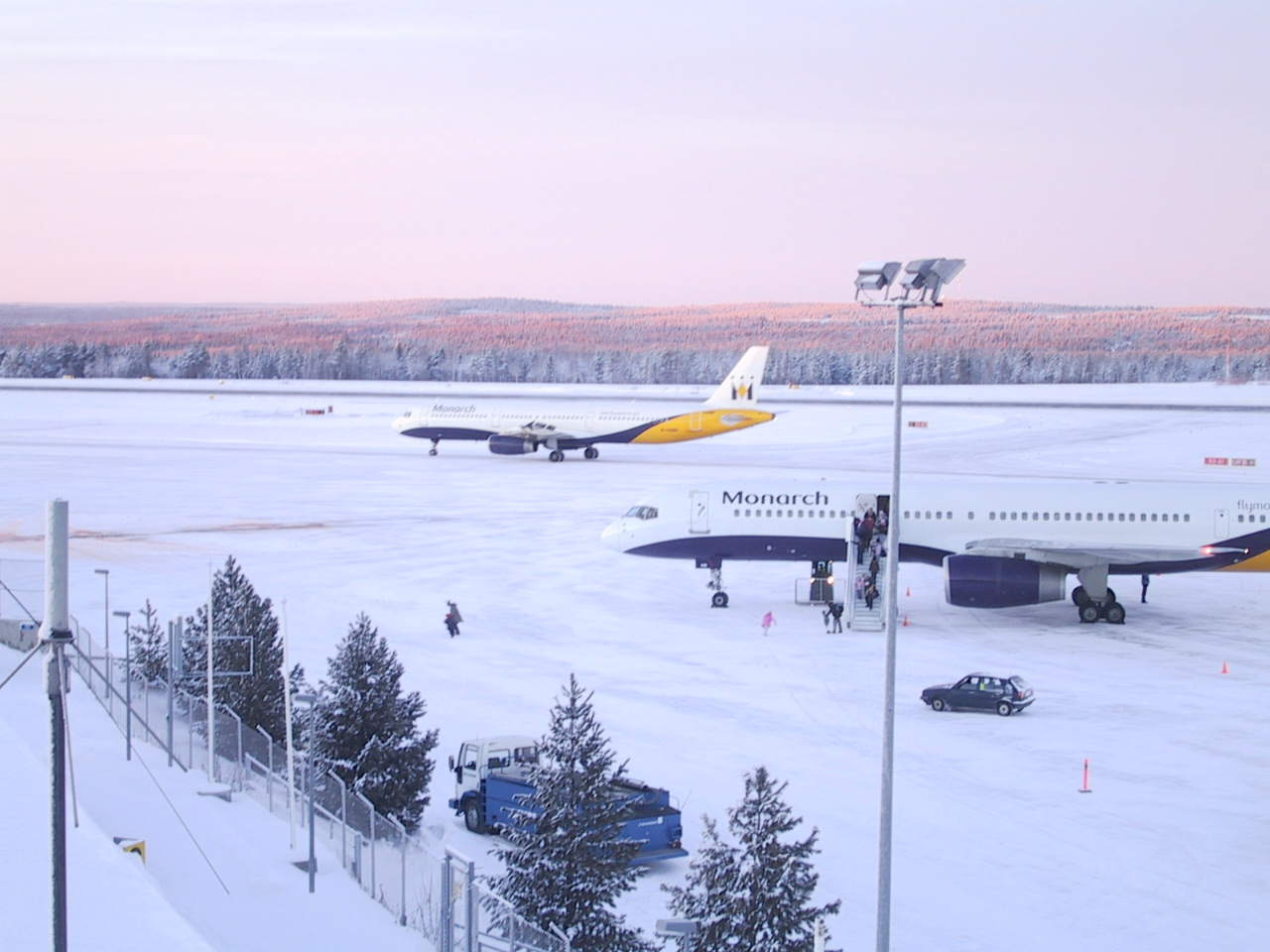
2004年冬至时的罗瓦涅米机场

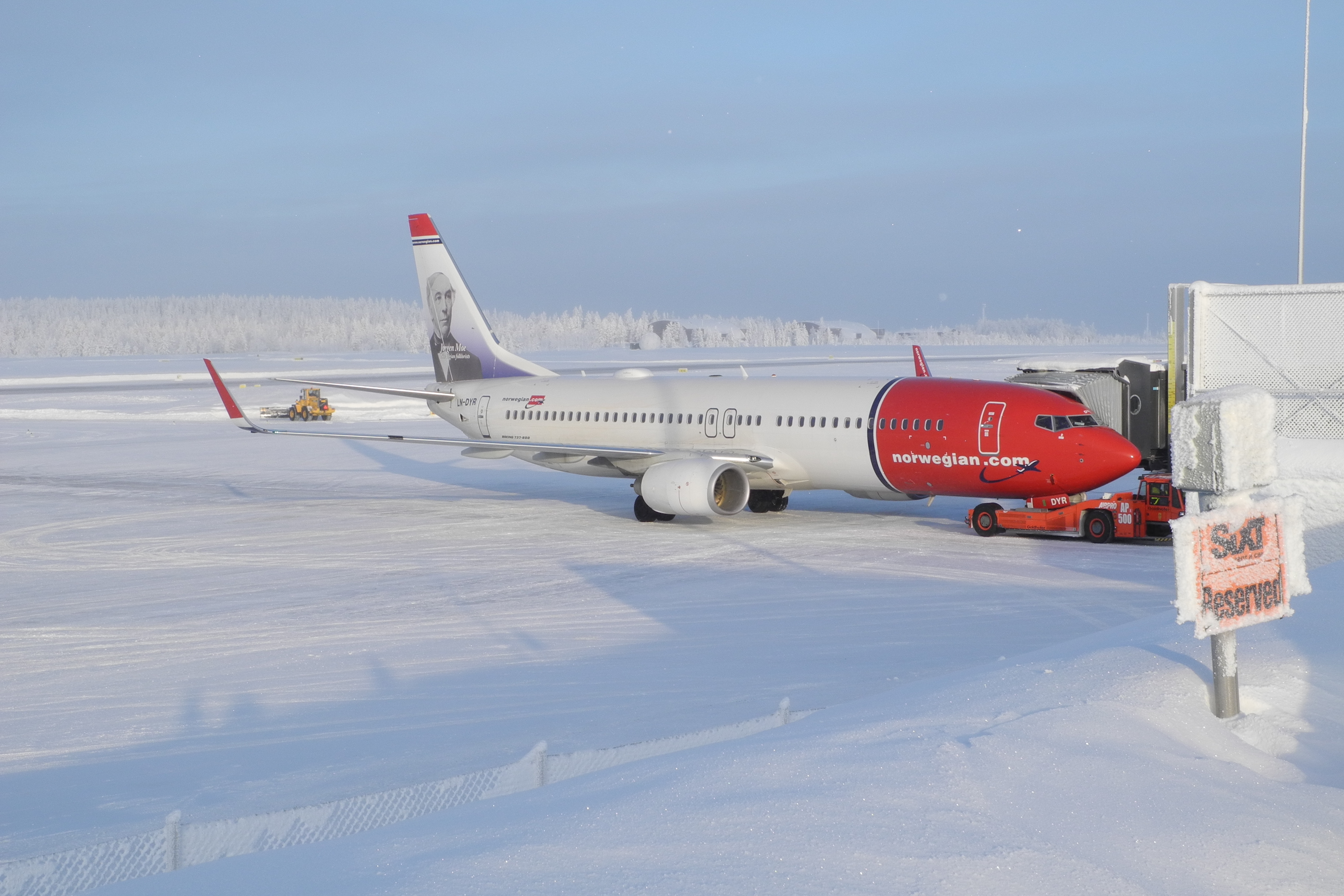
2012年2月一架挪威航空的飞机停靠在罗瓦涅米机场

2017年罗瓦涅米机场的旅客数量超过64万。从英国及其他欧洲国家的包机运输旺季是每年的11月底至1月中旬。由于俄罗斯人按照他们的日历庆祝圣诞，所以他们多在1月份前来度假。
罗瓦涅米机场同时还为芬兰空军拉普兰司令部服务，起降F/A-18大黄蜂战斗攻击机。此外，拉普兰边防防卫队的航空分部也驻扎在附近。
该机场是芬兰三个建有的机场之一，另外两个是赫尔辛基-万塔机场和奥卢机场。前往罗瓦涅米市中心可搭乘机场出租车，搭乘巴士也可以前往拉普兰的其他地方，包括几个主要的冬季滑雪中心。

## 通航航空公司及航点
- 国内
  - 芬兰航空：赫尔辛基
  - 挪威航空：赫尔辛基
- 国际
  - 季节性航班及包机通达英国、爱尔兰、意大利、瑞士、比利时和以色列等国。